# بينك فينوم
بينك فينوم (بالإنجليزية: Pink Venom)‏ هي أغنية سجلتها فرقة الفتيات الكورية الجنوبية بلاكبينك، والتي أصدرت في 19 أغسطس 2022، من خلال واي جي إنترتينمنت وإنترسكوب ريكوردز كأغنية جانبية من ألبوم الاستوديو، سيصدر بعدها الجزء الثاني من الأغنية (بورن بينك).